# Carnicería Sanzot
La Carnicería Sanzot es un comercio mencionado recurrentemente en las historietas de Tintín, creadas por el dibujante belga Hergé.
Es la carnicería de Moulinsart, el pueblo en cuya cercanía se encuentra el castillo del Capitán Haddock, donde eventualmente vive Tintín. Su número telefónico es 431, mientras que el del castillo de Haddock es el 421. Por este motivo, en muchas de las historietas de la serie en el Castillo reciben llamadas equivocadas de personas que piensan que están llamando a la Carnicería Sanzot. Inclusive, en algunas aventuras, es el mismo Capitán Haddock el que se equivoca al llamar a su castillo y en su lugar llama a la carnicería.
El nombre Sanzot para una carnicería implica en francés un juego de palabras, ya que se pronuncia igual que sans os cuyo significado es "sin huesos".